# Branislav Sluka
Branislav Sluka (Zsolna, 1999. január 23. –) szlovák korosztályos válogatott labdarúgó, a Zlaté Moravce játékosa.

## Pályafutása

### Klubcsapatokban
Az MŠK Žilina saját nevelésű játékosa. 2016-ban került fel a második csapatba. 2018. július 28-án mutatkozott be az első csapatban a Nitra ellen 2–1-re megnyert bajnoki mérkőzésen a 88. percben Jaroslav Mihalík cseréjeként. 2022. január 4-én jelentették meg, hogy kölcsönbe a magyar MTK Budapest csapatához került és a klubnak  opciós joga van a megvásárlására.
2023 szeptemberében egyéves szerződést írt alá a Zlaté Moravce csapatával.

### A válogatottban
Többszörös szlovák korosztályos válogatott és 2020-ban a felnőtt válogatott keretébe is meghívást kapott, de nem lépett pályára.

## Statisztika
2022. január 4-i állapot szerint
| Klub         | Szezon   | Bajnokság    | Bajnokság | Bajnokság | Kupa  | Kupa  | Nemzetközi | Nemzetközi | Egyéb | Egyéb | Összesen | Összesen |
| Klub         | Szezon   | Bajnokság    | Mérk.     | Gólok     | Mérk. | Gólok | Mérk.      | Gólok      | Mérk. | Gólok | Mérk.    | Gólok    |
| ------------ | -------- | ------------ | --------- | --------- | ----- | ----- | ---------- | ---------- | ----- | ----- | -------- | -------- |
| MŠK Žilina B | 2015–16  | 2. Liga      | 1         | 0         | —     | —     | —          | —          | —     | —     | 1        | 0        |
| MŠK Žilina B | 2016–17  | 2. Liga      | 6         | 1         | —     | —     | —          | —          | —     | —     | 6        | 1        |
| MŠK Žilina B | 2017–18  | 2. Liga      | 19        | 0         | —     | —     | —          | —          | —     | —     | 19       | 0        |
| MŠK Žilina B | 2018–19  | 2. Liga      | 2         | 1         | —     | —     | —          | —          | —     | —     | 2        | 1        |
| MŠK Žilina B | 2019–20  | 2. Liga      | 1         | 0         | —     | —     | —          | —          | —     | —     | 1        | 0        |
| MŠK Žilina B | 2020–21  | 2. Liga      | 7         | 0         | —     | —     | —          | —          | —     | —     | 7        | 0        |
| MŠK Žilina B | Összesen | Összesen     | 36        | 2         | 0     | 0     | 0          | 0          | 0     | 0     | 36       | 2        |
| MŠK Žilina   | 2017–18  | Fortuna Liga | 0         | 0         | 0     | 0     | —          | —          | —     | —     | 0        | 0        |
| MŠK Žilina   | 2018–19  | Fortuna Liga | 29        | 3         | 6     | 1     | —          | —          | —     | —     | 35       | 4        |
| MŠK Žilina   | 2019–20  | Fortuna Liga | 18        | 3         | 3     | 0     | —          | —          | —     | —     | 21       | 3        |
| MŠK Žilina   | 2020–21  | Fortuna Liga | 20        | 0         | 3     | 0     | 1          | 0          | —     | —     | 24       | 0        |
| MŠK Žilina   | 2021–22  | Fortuna Liga | 16        | 1         | 0     | 0     | 6          | 0          | —     | —     | 22       | 1        |
| MŠK Žilina   | Összesen | Összesen     | 83        | 7         | 12    | 1     | 0          | 7          | 0     | 0     | 102      | 8        |
| MTK Budapest | 2021–22  | NB I         | 0         | 0         | 0     | 0     | —          | —          | —     | —     | 0        | 0        |
| MTK Budapest | Összesen | Összesen     | 0         | 0         | 0     | 0     | 0          | 0          | 0     | 0     | 0        | 0        |
| Összesen     | Összesen | Összesen     | 119       | 9         | 12    | 1     | 7          | 0          | 0     | 0     | 138      | 10       |